# José Agüero
José María Agüero Garrido (Callao, 21 de agosto de 1916) es un exfutbolista peruano que se desempeñaba como mediocampista y jugó en clubes de Perú, Cuba y México. Nació en su casa de Barrios Altos, sus padres fueron Jose María Agüero Rivera (1890-¿?) y Eloísa Garrido.

## Trayectoria
Inicio su carrera deportiva en el KDT Nacional. En 1940 viajó a Cuba para jugar en Juventud Asturiana. Luego volvió a Perú para jugar en Sport Boys donde logró el título del torneo de 1942. Posteriormente jugó en clubes de México.
Tras su regreso a Perú, fue entrenador de la selección de Huacho que ganó el Campeonato Nacional de Fútbol en 1955.
Falleció en la tarde del 31 de diciembre de 1981 a los 65 años en la zona de Barrios Altos del Cercado de Lima. Estuvo casado con Doña Ana Angulo Bernal (1919-¿?) desde el 22 de agosto de 1944 hasta su muerte.

## Clubes
| Club                  | País   | Año         |
| --------------------- | ------ | ----------- |
| KDT Nacional          | Perú   | 1935 - 1937 |
| Progresista Apurímac  | Perú   | 1938        |
| Ciclista Lima         | Perú   | 1939        |
| Juventud Asturiana    | Cuba   | 1940        |
| Sport Boys            | Perú   | 1940 - 1943 |
| Veracruz              | México | 1943 - 1945 |
| San Sebastián de León | México | 1945 - 1951 |

## Palmarés
| Título           | Equipo     | País | Año  |
| ---------------- | ---------- | ---- | ---- |
| Primera División | Sport Boys | Perú | 1942 |